# Gulf News
Gulf News é um jornal de periodicidade diária em inglês, publicado a partir de Dubai, nos Emirados Árabes Unidos. Fundado em 1978 por Abdullah Abulhoul foi comprado pela editora Al Nisr Publishing em 1984.
Segundo dados do jornal, Gulf News circula diariamente com cerca de 115 mil exemplares.

## Negação do holocausto judeu
Em 8 de janeiro de 2009, o jornal publicou um artigo escrito por Mohammad Abdullah Al Mutawa, professor de sociologia da Universidade dos Emirados Árabes Unidos de Al Ain, em que afirmou que o holocausto promovido pelos nazistas durante a II Guerra Mundial era "uma mera mentira elaporada pelos sionistas para chantagear a humanidade". Ele explicou a afirmação dizendo que "é evidente que o holocausto foi uma conspiração resultante do choque entre nazistas e simonistas", disse também que "muitas pessoas inocentes deram suas vidas como resultado dessa conspiração desumana". Editores do jornal disseram que ocorrera um erro de tradução do árabe para o inglês. A matéria passou por revisão, mas foi considerada como não ofensiva.